# フェデリコ・バーモンテス

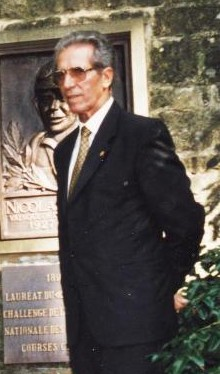
フェデリコ・バーモンテス

フェデリコ・マルティン・バーモンテス（Federico Martín Bahamontes、1928年7月9日 - 2023年8月8日）は、スペインの元自転車競技選手。カスティーリャ＝ラ・マンチャ州トレド県サント・ドミンゴ＝カウディージャ出身。『トレドの鷹』の異名を持ち、ロードレース史上屈指の山岳王として今もなお名を残す名選手である。

## キング・オブ・マウンテン
バーモンテスがグランツールで獲得した山岳王の回数は9回。グランツール史上最多記録である（太字は総合優勝も果たした年）。
- ツール・ド・フランス 6回（1954, 1958, 1959, 1962, 1963, 1964）
- ジロ・デ・イタリア 1回（1956）
- ブエルタ・ア・エスパーニャ 2回 （1957, 1958）

とりわけツールでの6回という記録は、ルシアン・バンインプが1983年にタイ記録として漸く並び、リシャール・ヴィランクが2004年に7度目の受賞を果たすまで長らく同レースの最多記録であった。

## 1959年のツール・ド・フランス
ともすれば総合優勝よりも山岳王にこだわりを見せていたバーモンテスだが、1959年のツールでは総合優勝も果たすことになる。ピレネー超えの第14ステージを終えた段階で、バーモンテスは総合首位のヨー・ホーヘンナールに7分4秒差の6位につけていた。ところが翌、第15ステージのピュイ・ド・ドームでの個人タイムトライアルを制したばかりか、ホーヘンナールとの差を一気に4秒差まで縮める驚異の走りを見せる。
そして舞台をアルプスに移した第17ステージにおいて、区間優勝のシャルリー・ゴールを利して同タイム2位に入り、ついにここでマイヨ・ジョーヌを手に入れた。ガリビエ峠など標高2000m級の山々が連なる難所の第18ステージにおいても、ジャック・アンクティル、ゴールらを完璧に押さえ込んでマイヨを死守。アンクティルはこの時点で9分以上の差をつけられ5位、ゴールは21分以上の差をつけられ10位と、両者は完全に総合優勝争いから脱落した。その後アンクティルは懸命に追い上げを見せるものの3位どまり。バーモンテスが単なるクライマーではないという強さを遺憾なく発揮した大会となった。
ツールでは1963年においても、アンクティルに最後は総合3連覇を許すことにはなるものの、3分35秒差の総合2位に入った。もっともこの年のツールではピレネー超え最終日となる第16ステージで完璧な走りを見せ、一時はアンクティル危うしの声まであったという。アンクティルは第19ステージの個人TTで漸くバーモンテスを振り切ってそのまま総合3連覇を果たした。なお、バーモンテス以外の選手はいずれもアンクティルに10分以上の差をつけられていた。
ちなみに他の主要ステージレースにおける総合優勝並びに同ワンデーレースの優勝記録はなく、まさしく、優勝よりも山岳王の称号に誇りを感じていたといっても過言ではない。